# 三浦梅園
三浦 梅園（みうら ばいえん、享保8年8月1日（1723年9月1日） - 寛政元年3月14日（1789年4月9日））は、日本の江戸時代の思想家、自然哲学者、本職は医者。豊後国（大分県国東市安岐町富清）の出身。名は晋（すすむ）、字は安貞。帆足万里、広瀬淡窓と並んで「豊後の三賢人」と称される。

## 人物
遠祖は相模国三浦の人で鎌倉幕府に仕えたが、わけあって豊後国国東に移り住んだとされる。祖父の代から医術を家業とした。16歳のころ、綾部絅斎と藤田敬所に師事する。23歳で長崎・太宰府方面を遊学し、28歳で伊勢神宮に参拝し、晩年長崎を再び旅する。それ以外は郷里の国東で過ごし、再三にわたる諸侯の招聘も断り続けた。
特定の学派に属さず、独自の学問大系である条理学を築き『玄語』『贅語』『敢語』を著した。これらは、梅園自身によって「梅園三語」と命名された。この三著作が梅園の思想の骨格をなすのである。このうち『贅語』と『敢語』は完成したが、『玄語』は37年の歳月を費やして、ついに完成できなかった。
「梅園三語」以外の著書には、詩学概論『詩轍（してつ）』、経世論『価原』、医学書『身生餘譚』『造物餘譚』などがある。『価原』は社会経済史からも注目される文献である。
また、読書日記『浦子手記』には、道家の系譜の哲学概論『淮南子』、西洋天文学説『天経或問』をはじめ、『荘子』『列子』、宋学、朱子学、仏教書などの数多くの書名も記されており、三浦梅園の思考はこれら漢籍の教養の上に成立していた。また、中国の陶弘景や韓康伯の人となりを慕っていたという。

## 没後
明治30年代（1900年前後）頃、内藤湖南が富永仲基や山片蟠桃と合わせて再評価したのをきっかけに、全国的に有名になった。
明治45年（1912年）、従四位を追贈された。
21世紀現在では、地元安岐町に旧宅や墓（国史跡指定）があり、近くには宿泊施設、キャンプ場、天文台、梅園などからなる複合施設「梅園の里」や、膨大な自筆稿本類すべてが保管されている「三浦梅園資料館」（2006年設置）がある。保管物にはメルカトル図法で描かれた世界地図（梅園自身の筆写）や南天図・北天図（南半球・北半球の星図。同前）などもある。

## 校訂本
- 「三浦梅園書簡集」小野精一編 第一書房 1943
- 『三浦梅園集』三枝博音編 岩波文庫 1953、復刊1991ほか
- 「多賀墨郷君にこたふる書」『日本哲学思想全書 第2巻 (思想 思索篇)』三枝博音・清水幾太郎編 平凡社 1955
- 「道徳」『日本哲学思想全書 第19巻 (歴史・社会 歴史論篇・社会篇)』平凡社 1956
- 「戯示学徒」『日本哲学思想全書 第7巻 (科学 学問篇)』平凡社 1956
- 「玄語」『日本哲学思想全書 第1巻 (思想 哲学篇)』平凡社 1957
- 「敢語」『日本哲学思想全書 第14巻 (道徳 儒教篇・道徳論一般篇)』平凡社 1957
- 「価原」『日本哲学思想全書 第18巻』平凡社 1957
- 『医学古典集 第3 造物余譚』日本医史学会編 医歯薬出版 1958
- 『梅園全集』梅園会編 名著刊行会 1970
- 「玄語本宗」『日本の思想 18 三浦梅園ほか』中村幸彦編 筑摩書房 1971
- 「梅園拾葉」『日本随筆大成 5』第2期、吉川弘文館 1974
- 『玄語図全影 三浦梅園手蹟依據』辛島詢士編 梅園研究所 1975
- 『三浦梅園 日本教育思想大系』日本図書センター 1979
- 『日本思想大系 41 三浦梅園』島田虔次・田口正治校注 岩波書店 1982。「玄語」ほか
- 『日本の名著 20 三浦梅園』山田慶児責任編集[9] 中央公論社 1982、新版・中公バックス 1984

玄語(抄) ほか現代語訳。訳者は他に吉田忠（東北大学教員）
- 『近世儒家資料集成 第1・2巻 三浦梅園資料集』高橋正和・五郎丸延編 ぺりかん社 1989
- 『三浦梅園遺墨撰集』三浦梅園研究会 1993
- 『三浦梅園自然哲学論集』尾形純男・島田虔次編注訳 岩波文庫 1998
- 『玄語 現代語訳』狹間久訳 大分合同新聞社 2009

## 関連文献
- 三枝博音『三浦梅園の哲学』第一書房 1941
  - 『三枝博音著作集 第5巻 三浦梅園・日本文化論』中央公論社 1972
- 田口正治『三浦梅園』吉川弘文館・人物叢書 1967、新装版　1989、オンデマンド版　2024　ISBN　9784642751612
- 田口正治『三浦梅園の研究』創文社 1978
- 三浦頼義『三浦梅園伝』草土文化 1981
- 高橋正和『三浦梅園の思想』ぺりかん社 1981
- 橋尾四郎『三浦梅園の教育思想研究』吉川弘文館 1983
- 山田慶児『黒い言葉の空間 三浦梅園の自然哲学』中央公論社 1988
- 小川晴久『三浦梅園の世界 空間論と自然哲学』花伝社 1989
- 岩見輝彦『三浦梅園の聲主の学 『玄語』初期稿本の研究』汲古書院 1990
- 高橋正和『三浦梅園 叢書・日本の思想家 23』明徳出版社 1991
- 壺井秀生『三浦梅園の思想体系 自然と道徳』全道舎 1993
- 浜松昭二朗『現代に生きる三浦梅園の思想』光陽出版社 1999
- 狹間久『「三浦梅園」は「三浦安貞」に改めよう』大分合同新聞社 2010
- 松尾龍之介『鎖国の地球儀』弦書房、2017